# Simulium jujuyense
Simulium jujuyense är en tvåvingeart som beskrevs av Paterson och Shannon 1927. Simulium jujuyense ingår i släktet Simulium och familjen knott. Inga underarter finns listade i Catalogue of Life.